# Gestas
Gestas (Baskisch: Jeztaze) is een gemeente in het Franse departement Pyrénées-Atlantiques (regio Nouvelle-Aquitaine) en telt 68 inwoners (2009). De plaats maakt deel uit van het arrondissement Bayonne en ligt in de Baskische provincie Soule.

## Geografie
De oppervlakte van Gestas bedraagt 2,2 km², de bevolkingsdichtheid is dus 30,9 inwoners per km².
De onderstaande kaart toont de ligging van Gestas met de belangrijkste infrastructuur en aangrenzende gemeenten.

## Demografie
Onderstaande figuur toont het verloop van het inwonertal (bron: INSEE-tellingen).